# 森本英希
森本 英希（もりもと ひでき、1973年12月13日 - ）は、日本のフルート奏者、リコーダー奏者。

## 経歴
和歌山県橋本市出身。桃山学院高等学校、京都市立芸術大学音楽学部卒業。京都市立芸術大学音楽学部研究科修士課程修了。フルートを安藤史子、伊藤公一、大嶋義実、白石孝子らに師事。古楽器を竹林秀憲、リザ・ベズノシウク、マルク・アンタイらに学ぶ。能管を左鴻泰弘に、篠笛を藤舎貴生に師事。
2013年日本フルートコンヴェンションコンクール・アンサンブル部門第1位、2017年京都芸術祭京都新聞社賞などを受賞している。
大学在学中より作曲、編曲も手がけ、オペレッタや管弦楽作品を含むいくつかの作品があるほか、所属する「アンサンブル・リュネット」のために定期的に作品を提供している。
テレマン室内オーケストラフルート奏者、そのほか、フルート四重奏団「アンサンブル・リュネット」リーダー、現代音楽アンサンブルnext mushroom promotionのメンバーとしても活動している。

## 人物
フルート・リコーダー・篠笛等様々な笛を持ち替えることの出来る奏者であり、30種類以上の様々な笛を使用し、個性あふれる演奏会やワークショップを日本各地で行っている。
主要作品(作曲)
能管、フルート、オーボエとチェンバロのための「序破急」(2010年)
「眼鏡の歌」(Vo. Pf.) (2011年)
Snows (4Fl.) (2012年)
篠笛と三味線のための「虚空」 (2014年)
木管五重奏曲 (2014年)
La Rêvrie (Flute choir) (2015年)
1人の画家と3人のプレイヤーのための「巨匠」（2018年）
2人のソロ・フルートと3人のフルーティストによる「巨匠」（2019年）
5人の声のためのディヴェルティメント「おおげんか」（1994年 / 2019年改訂）